# Ignazio Lupi
Ignazio Lupi (1867 – 1942) foi um ator e diretor de cinema italiano. Lupi atuou em mais de oitenta filmes, incluindo Marcantonio e Cleopatra (1913).

## Filmografia selecionada
- Marcantonio e Cleopatra (1913)
- Cabiria (1914)